# Mike Zwerin
Michael "Mike" Zwerin (ur. 18 maja 1930 w Nowym Jorku  – zm. 2 kwietnia 2010 w Paryżu) – amerykański puzonista jazzowy.

## Życiorys
Najbardziej znany ze współpracy z Milesem Davisem, kiedy nagrali album Birth of the Cool. Mike Zwerin współpracował także z m.in. Maynard Ferguson, Claude Thornhill, Bill Russo.
W wieku 21 lat został krytykiem paryskiej gazety International Herald Tribune, a następnie w pracował telewizji Bloomberg.
Zmarł w wieku 79 lat po długiej chorobie rano 2 kwietnia 2010.